# Katarzyna Stoparczyk

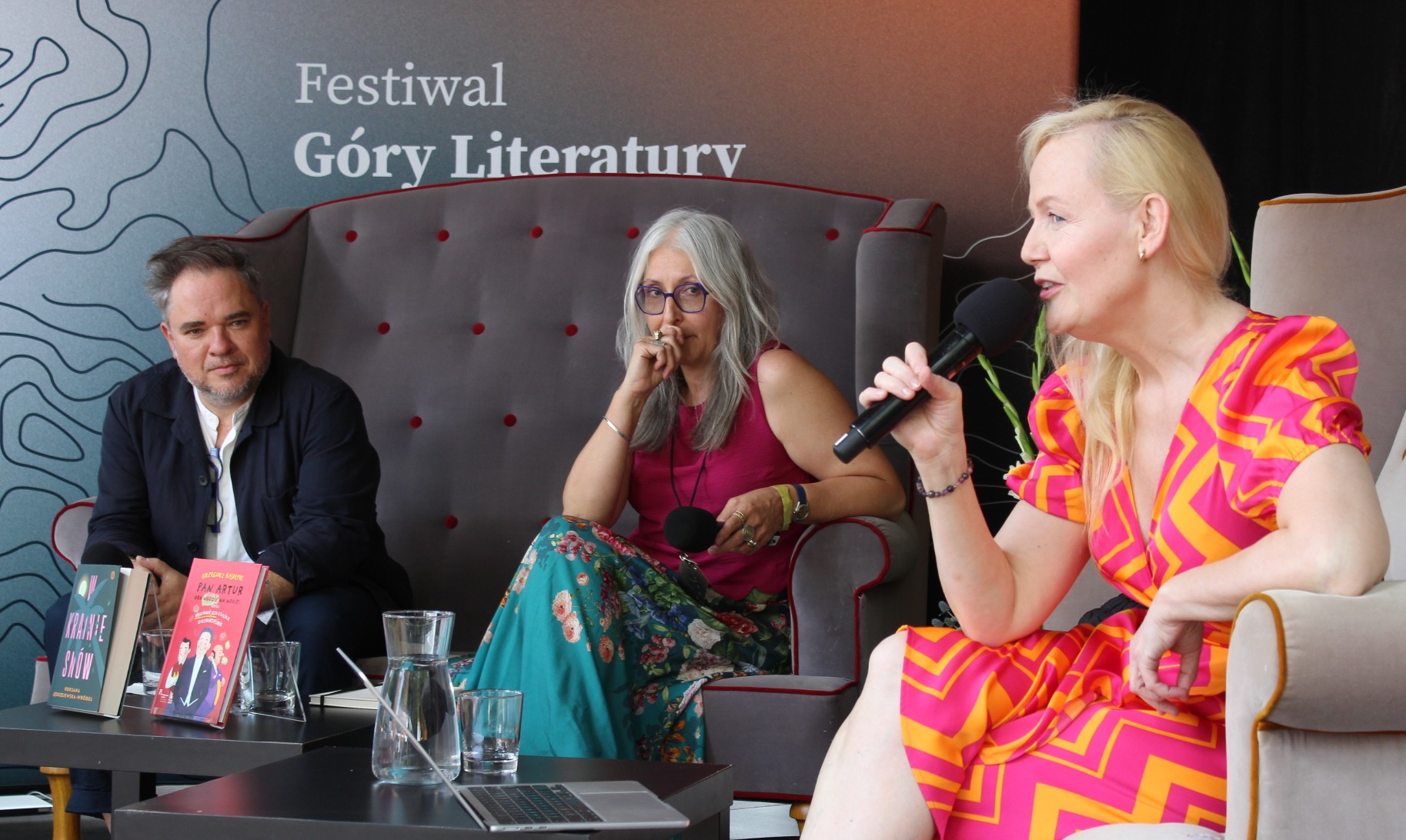
Grzegorz Kasdepke, Roksana Jędrzejewska-Wróbel, Katarzyna Stoparczyk

Katarzyna Stoparczyk – polska dziennikarka radiowa i telewizyjna.
Z wykształcenia muzyk instrumentalista. Absolwentka Akademii Muzycznej we Wrocławiu. Współprowadząca program Duże dzieci.  W Programie Trzecim Polskiego Radia stworzyła audycję Dzieci wiedzą lepiej. W czerwcu 2005 r. we współpracy z Henrykiem Sawką i Grupą MoCarta wydała audycję w wersji CD. Płyta, jak i audycja odniosła sukces (3. miejsce na Ogólnopolskiej Liście Sprzedaży – OLiS). Od kilku lat prowadzi rozmowy z ludźmi świata kultury i sztuki w TV Polonia. W TVP2 prowadziła Pytanie na śniadanie, od 2008 w niedziele prowadzi w Programie III PR dziecięcą audycję Zagadkowa niedziela. Od 2018 w soboty w Trójce prowadzi audycję Myślidziecka 3–5–7 z rozmowami ze znanymi postaciami kultury, mediów, podróżnikami, naukowcami. Gośćmi audycji byli m.in.: Wojciech Waglewski, Joanna Bator, Aleksandra Kurzak, Andrzej Pągowski, Jerzy Bralczyk, Wojciech Pszoniak, Adam Bielecki, Maciej Maleńczuk, Mariusz Bonaszewski, Franciszek Pieczka, Barbara Krafftówna, Stanisław Soyka, Anna Dymna, Tomasz Stańko, Marian Opania, Urszula Dudziak, Martyna Wojciechowska. 
Pomysłodawczyni i prowadząca Piegowate Koncerty razem z Polską Orkiestrą Radiową pod batutą Dyrektora Artystycznego Michała Klauzy przybliżająca w niezwykle lekkiej i atrakcyjnej formie muzykę poważną najmłodszym. 
Twórczyni, scenograf, reżyser i współprowadząca widowiska muzyczne Zorka – dziewczynka z gwiazd. Autorka piosenek i dialogów cieszącego się popularnością widowiska dla najmłodszych, udanego połączenia muzyki klasycznej, popularnej, etnicznej z ekspresją sceniczną i wątkami edukacyjnymi przybliżające dzieciom zwyczaje innych kultur, legendy i baśnie. W roli Zorki występowała w większości spektakli Dominika Kluźniak, a w roli Anioła Katarzyna Stankiewicz. 
Reżyser spektaklu Piękne Spojrzenie. Przedstawienia angażujące niewidome dzieci i artystów muzyków.  Wystąpili: Wojciech Waglewski, Michał Wiraszko, Jacek "Budyń" Szymkiewicz, Piotr "Bajzel" Piasecki, Novika, Patryk "Tik-Tak" Metela, Malwina Paszek, zespół Smutne Piosenki. 

## Nagrody i wyróżnienia
- nagroda Safony (2016)[7].
- Kuźnia Mistrzów Mowy Polskiej dla audycji Zagadkowa Niedziela (2017)[8]
- Mistrz Mowy Polskiej (2018)[9]